# Rhyacium
| Äon                                      | Ära                                                 | Periode    | ≈ Alter (mya) |
| später                                   | später                                              | später     | jünger        |
| ---------------------------------------- | --------------------------------------------------- | ---------- | ------------- |
| P r o t e r o z o i k u m Dauer: 1959 Ma | Neoproterozoikum Jungproterozoikum Dauer: 459 Ma    | Ediacarium | 541 ⬍ 635     |
| P r o t e r o z o i k u m Dauer: 1959 Ma | Neoproterozoikum Jungproterozoikum Dauer: 459 Ma    | Cryogenium | 635 ⬍ 720     |
| P r o t e r o z o i k u m Dauer: 1959 Ma | Neoproterozoikum Jungproterozoikum Dauer: 459 Ma    | Tonium     | 720 ⬍ 1000    |
| P r o t e r o z o i k u m Dauer: 1959 Ma | Mesoproterozoikum Mittelproterozoikum Dauer: 600 Ma | Stenium    | 1000 ⬍ 1200   |
| P r o t e r o z o i k u m Dauer: 1959 Ma | Mesoproterozoikum Mittelproterozoikum Dauer: 600 Ma | Ectasium   | 1200 ⬍ 1400   |
| P r o t e r o z o i k u m Dauer: 1959 Ma | Mesoproterozoikum Mittelproterozoikum Dauer: 600 Ma | Calymmium  | 1400 ⬍ 1600   |
| P r o t e r o z o i k u m Dauer: 1959 Ma | Paläoproterozoikum Altproterozoikum Dauer: 900 Ma   | Statherium | 1600 ⬍ 1800   |
| P r o t e r o z o i k u m Dauer: 1959 Ma | Paläoproterozoikum Altproterozoikum Dauer: 900 Ma   | Orosirium  | 1800 ⬍ 2050   |
| P r o t e r o z o i k u m Dauer: 1959 Ma | Paläoproterozoikum Altproterozoikum Dauer: 900 Ma   | Rhyacium   | 2050 ⬍ 2300   |
| P r o t e r o z o i k u m Dauer: 1959 Ma | Paläoproterozoikum Altproterozoikum Dauer: 900 Ma   | Siderium   | 2300 ⬍ 2500   |
| früher                                   | früher                                              | früher     | älter         |

Das Rhyacium ist ein chronostratigraphisches System und eine geochronologische Periode der Geologischen Zeitskala. Es ist das zweite System bzw. die zweite Periode des Proterozoikums. Es begann vor 2,3 Milliarden (2300 Millionen) Jahren und endete vor 2,05 Milliarden (2050 Millionen) Jahren, dauerte also 250 Millionen Jahre. Es folgte auf das Siderium und ging dem Orosirium voraus.

## Namensgebung und Definition
Der Name Rhyacium ist von gr. Ρυαξ – Rhyax = Lavastrom abgeleitet. Er spielt auf das Eindringen von lagigen Intrusionen, wie z. B. den Bushveld-Komplex in Südafrika an.
Beginn und Ende des Rhyaciums sind nicht durch GSSPs definiert, sondern durch GSSAs (Global Stratigraphic Standard Ages), das heißt auf meist volle 100 Millionen Jahre gerundete Durchschnittswerte radiometrischer Datierungen globaler tektonischer Ruhephasen.

## Stratigraphie

### Bedeutende Sedimentbecken und geologische Formationen
- Hamersley-Becken in Westaustralien:
  - Turee Creek Group – 2449 bis 2209 Millionen Jahre BP
- Ashburton-Becken in Westaustralien – 2209 bis 1800 Millionen Jahre BP
  - Lower Wyloo Group – Millionen Jahre BP – um 2209 Millionen Jahre BP
- Yerida-Becken in Westaustralien – 2200 bis 1900 Millionen Jahre BP
- Transvaal-Becken in Südafrika – 2600 bis 1900 Millionen Jahre BP
- Franceville-Becken in Gabun – um 2100 Millionen Jahre BP
- Animikie Group in den Vereinigten Staaten und in Kanada – 2500 bis 1800 Millionen Jahre BP
- Huronian Supergroup im Osten Ontarios – 2450 bis 2219 Millionen Jahre BP
- Marquette Range Supergroup im Norden Wisconsins und Michigans – 2207 bis 1818 Millionen Jahre BP[2]

## Geodynamik

### Orogenesen
Kontinentkollisionen:
- Ophthalmian Orogeny in Westaustralien: Kollision des Glenburgh-Terrans mit dem Südrand des Pilbara-Kratons- 2215 bis 2145 Millionen Jahre BP
- Transamazonas-Orogenese in Südamerika – 2100 bis 2000 Millionen Jahre BP
- Eburnische Orogenese in Westafrika – 2100 bis 2000 Millionen Jahre BP

## Ereignisse während des Rhyaciums

### Klima
Im Rhyacium endete die Huronische Eiszeit (Makganyene-Vereisung), die von 2.400 bis 2.100 Millionen Jahren vor heute angesetzt wird.

### Evolution

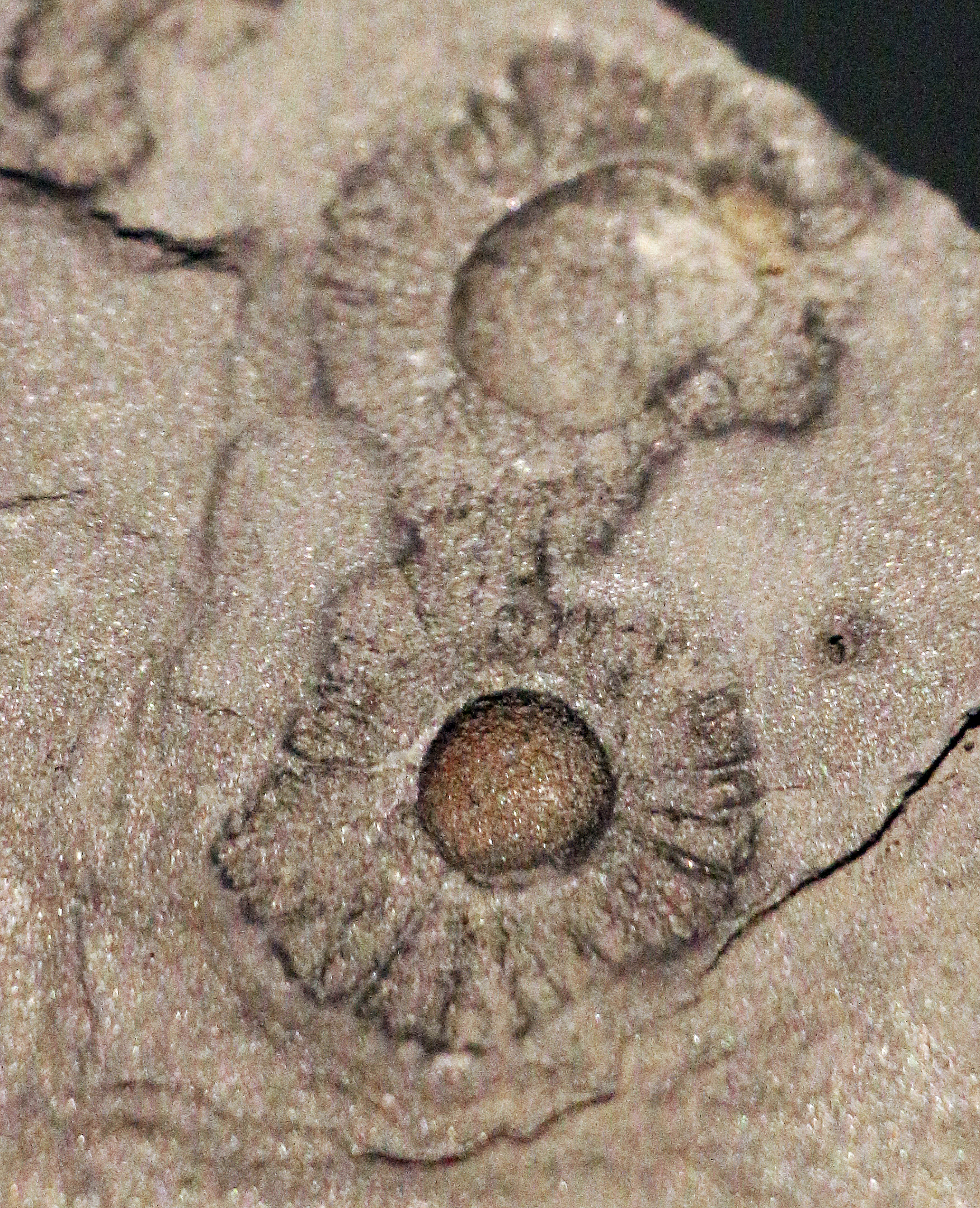
Gabonionta, früheste Form multizellularen, eukaryotischen Lebens auf der Erde

Die Eukaryota begannen sich während des Rhyaciums zu entwickeln. Außerdem fand mit den Gabonionta in der 2100 Millionen Jahre alten Francevillian Group der Ursprung des mehrzelligen Lebens statt.